# IceWM
IceWM [ˌaɪs viː ˈem] je správce oken (window manager [ˈwɪndəʊ ˈmænɪdʒə(r)]) pro unixový X Window System. Jeho autorem je Marko Maček.
Jedná se o relativně nenáročný, rychlý a jednoduchý správce oken, který může být nastavován jak pomocí textových konfiguračních souborů, tak i grafickými nástroji. Napsán v C++, vydán je pod licencí GNU LGPL.
Dokáže imitovat vzhled operačních systémů jako Motif, OS/2, Windows 3.1, Windows 95 a dalších grafických uživatelských rozhraní; ovládání IceWM záměrně připomíná ovládání systému MS Windows (stejné klávesové zkratky; velmi podobný vzhled a rozvržení oken).

## Použití
IceWM je instalován jako hlavní správce oken v Absolute Linuxu, jakož i odlehčené verzi VectorLinuxu.
openSUSE Linux pro Raspberry Pi 1/2/3 užívá IceWM implicitně jako odlehčené GUI. Vydání SUSE Linux Enterprise Serveru speciálně pro Raspberry Pi 3 též používá IceWM.